# Mobile Erdfunkstelle

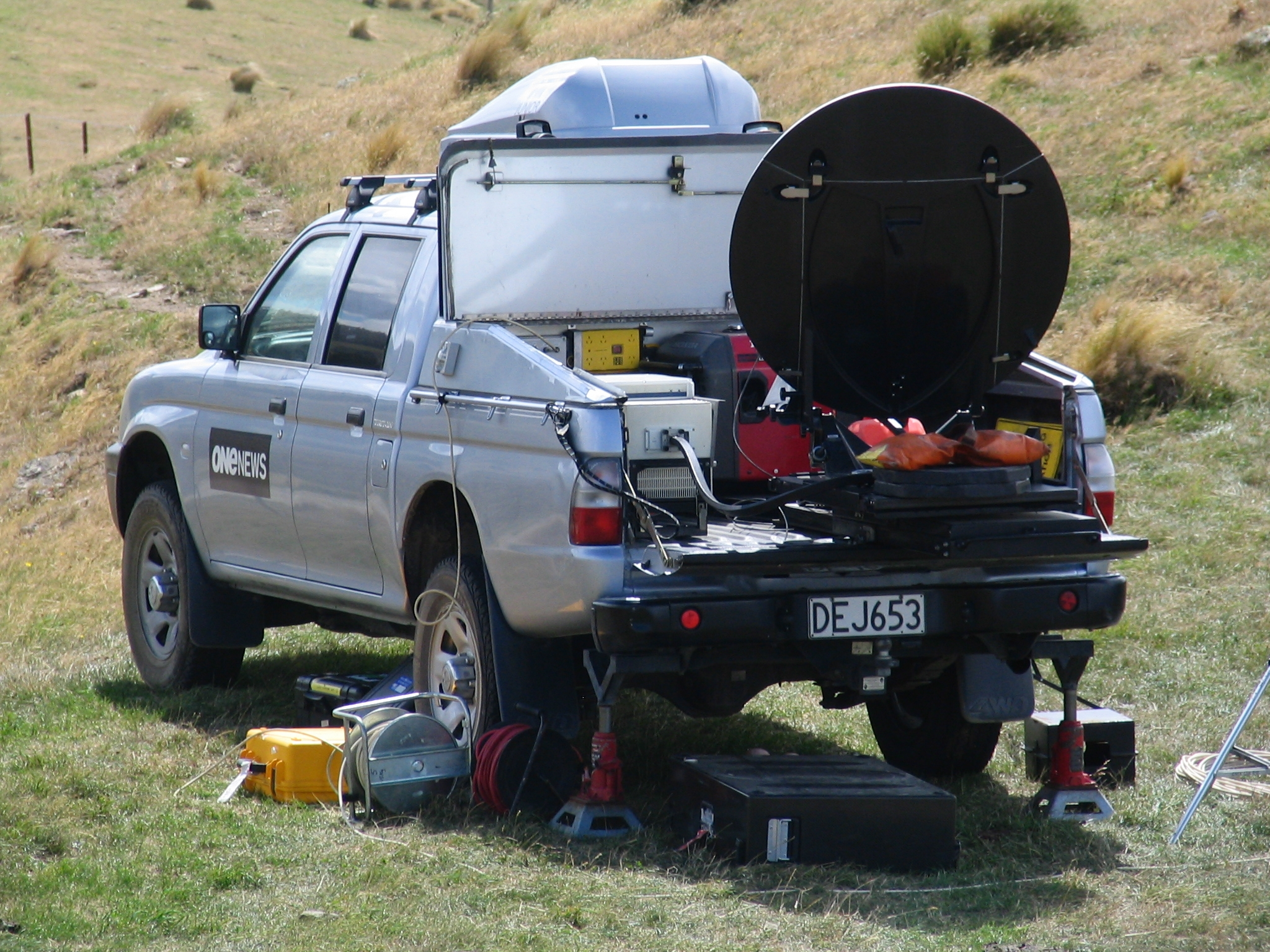
Mobile Erdfunkstelle eines TVNZ News-Reporters.

Eine mobile Erdfunkstelle (englisch mobile earth station) ist gemäß Definition der Internationalen Fernmeldeunion eine Erdfunkstelle des Mobilfunkdienstes über Satelliten, die dazu bestimmt ist, während der Bewegung oder des Haltens an beliebigen Orten betrieben zu werden.

## Klassifikation
Gemäß VO-Funk (Artikel 1) ist diese Funkstelle wie folgt klassifiziert: 

Erdfunkstelle (Artikel 1.63)
- Mobile Erdfunkstelle (Artikel 1.68); Mobilfunkdienst über Satelliten (Artikel 1.25)
- Ortsfeste Erdfunkstelle (Artikel 1.70); fester Funkdienst über Satelliten (Artikel 1.21) oder Mobilfunkdienst über Satelliten
  - Mobile Erdfunkstelle des Landfunkdienstes über Satelliten (Artikel 1.74); mobiler Landfunkdienst über Satelliten (Artikel 1.27)
- Ortsfeste Erdfunkstelle (Artikel 1.72); fester Funkdienst über Satelliten
- Küstenerdfunkstelle (Artikel 1.76); fester Funkdienst über Satelliten / Mobilfunkdienst über Satelliten
- Schiffserdfunkstelle (Artikel 1.78); Mobilfunkdienst über Satelliten
- Bodenerdfunkstelle (Artikel 1.82); fester Funkdienst über Satelliten / mobiler Flugfunkdienst über Satelliten (Artikel 1.35)
- Luftfahrzeugerdfunkstelle (Artikel 1.84); mobiler Flugfunkdienst über Satelliten